# تتراهای سگ‌دندان
تتراهای سگ‌دندان (نام علمی: Cynodontidae) نام یک تیره از راسته تتراسانان است.